# Valeriana secunda
Valeriana secunda är en kaprifolväxtart som beskrevs av B. Eriksen. Valeriana secunda ingår i släktet vänderötter, och familjen kaprifolväxter. Inga underarter finns listade i Catalogue of Life.